# Metop-A
MetOp-A (ang. Meteorogical Operation A) – międzynarodowy satelita meteorologiczny. Pierwszy satelita meteorologiczny Europejskiej Agencji Kosmicznej wystrzelony na orbitę polarną. Służy zbieraniu danych potrzebnych do prognozowania pogody oraz monitoruje klimat. Wraz z dwoma innymi satelitami serii Metop (Metop-B wystrzelony 17 września 2012 i Metop-C, którego start zaplanowano na 2018 rok), tworzy międzynarodową sieć satelitów pogodowych służących agencji EUMETSAT i NOAA. Jest drugim dużym obserwatorium Ziemi, po satelicie Envisat, zbudowanym przez ESA.
Czas działania statku jest przewidziany na 4,5 roku. Poprzedził go sześciomiesięczny okres testów, kalibracji instrumentów i samego statku.
Głównym konstruktorem statku jest EADS Astrium. Prace nad projektem i satelitą trwały od lutego 1998. Statek na zlecenie ESA wysłało konsorcjum Starsem.

## Start
Start satelity był wielokrotnie przekładany. Pierwsza próba miała odbyć się 30 czerwca 2006. Przeniesiono ją na 17 lipca z powodu błędów ustawień bezwładnościowego systemu kierowania rakiety. Z powodu usterki elektrycznej w rakiecie nośnej przeniesiono start na 18 lipca. Następnie przesunięto go o jeden dzień z powodów dodatkowych testów rakiety. Starsem w porozumieniu z klientami, ESA i EUMETSAT, postanowili odłożyć start i poddać rakietę dokładniejszym badaniom. Rakietę wraz z ładunkiem cofnięto z platformy startowej do budynków kosmodromu. Start we wstępnie ustalonym dniu 7 października również nie odbył się. Próba startu 17 października również się nie udała. Odliczanie zatrzymało się na 70 sekund przed startem. Szczegółowe przyczyny nie zostały podane. Start miał odbyć się 18 października 2006, jednak został przełożony na kolejny dzień, z powodu złych warunków atmosferycznych.

## Cele misji
Przyrządy satelity Metop-A badają takie aspekty atmosfery i klimatu ziemskiego, jak temperatura i wilgotność powietrza, prędkość i kierunek wiatru nad oceanami, monitorowanie ilości ozonu i innych gazów.
Drugorzędnymi zadaniami statku jest fotografowanie lądów i oceanów oraz pomoc w akcjach ratowniczych, poszukiwawczych i klęskach żywiołowych. MetOp odbiera i przekazuje sygnały alarmowe z samolotów i statków.

## Budowa i działanie
Konstrukcję statku można podzielić na trzy części: panele ogniw słonecznych (255 kg) oraz moduł ładunkowy (1214 kg, w tym 920 kg samych instrumentów naukowych) i moduł serwisowy (urządzenia niezbędne do działania statku i łączności z nim, 1320 kg i 316 kg paliwa).
Panele słoneczne wytwarzają średnio ponad 1800 W energii elektrycznej. Wszystkie przyrządy naukowe zużywają średnio 885 W energii elektrycznej. Moduł serwisowy zużywa jej 437 W, a moduł ładunkowy, 491 W.
Gdy satelita znajdował się w przedziale ładunkowym rakiety nośnej, miał wymiary 6,2 m x 3,4 m x 3,4 m.

### Orbita
Orbita Metop-A jest zsynchronizowana z podobnymi satelitami amerykańskiej agencji NOAA w celu maksymalizacji obserwowanego terenu i większej efektywności wspólnych obserwacji. Statek przelatuje nad danym obszarem Ziemi zawsze w podobnych godzinach porannych - przekracza linię równika z północy na południe zawsze o godzinie 9:30 czasu lokalnego. Metop ma przejąć dwie z usług satelitarnych obecnie świadczonych przez NOAA. 

### Telemetria
Do łączności z Ziemią statek używa trzech łączy:
- odbiór danych
  - główne do przesyłu danych, pasmo X (7,8 GHz), o szybkości 70 Mbps, używany do łączności ze stacjami naziemnymi w Svalbardzie i centrali programu Metop w Darmstadcie
  - transmisja zdjęć dużej rozdzielczości (HRPT), pasmo L (1,7 GHz), o szybkości 3,5 Mbps
  - transmisja zdjęć małej rozdzielczości (LRPT), zakres VHF (137 MHz), o szybkości 72 kbps
- nadzór nad statkiem
  - nadawanie, pasmo S (2053,4 MHz), o szybkości 2 kbps
  - odbiór, pasmo S (2230 MHz), o szybkości 4096 bps

## Ładunek
Wśród instrumentów naukowych są ulepszone wersje mierników rozpraszania i przyrządów monitorujących warstwę ozonową, których użyto w satelicie ERS-2. Inne przyrządy oparto na podobnych używanych wcześniej przez agencję NOAA i francuską CNES. Są tam również nowe przyrządy opracowane przez państwa należące do ESA. 
- Przyrządy do sondowania atmosfery
  - Advanced Microwave Sounding Units (AMSU, A1 i A2) - zaawansowane jednostki sondażu mikrofalowego - obliczanie pionowych profili temperatury i wilgotności powietrza. Taki sam instrument znajduje się na satelitach POES
  - Global Navigation Satellite System Receiver for Atmospheric Sounding (GRAS) - odbiornik GPS na potrzeby sondażu atmosfery - pomiary temperatury i wilgotności atmosfery. Zbudowany przez stronę europejską
  - High-resolution Infrared Sounder (HIRS/4) - wysokiej rozdzielczości sonda podczerwieni - pomiary temperatury i ciśnienia atmosfery. Taki sam instrument znajduje się na satelitach POES
  - Infrared Atmospheric Sounding Interferometer (IASI) - sondażowy podczerwony interferometr atmosfery - pomiary temperatury i monitorowanie gazów, tj. ozon, tlenek węgla, tlenki azotu, metan. Zbudowany przez stronę europejską
  - Microwave Humidity Sounder (MHS) - mikrofalowa sonda wilgotności -  pomiary wilgotności i temperatury atmosfery. Przyrząd został zbudowany przez stronę europejską, zgodnie z wytycznymi NOAA i korzysta ze specjalnych konwerterów danych oraz innych urządzeń przystosowujących jego pracę do standardów ESA
- Obrazowanie powierzchni Ziemi
  - Advanced Very High Resolution Radiometer (AVHRR/3) - zaawansowany radiometr bardzo dużej rozdzielczości - dzienne i nocne obrazowanie lądów, mórz i chmur. Taki sam instrument znajduje się na satelitach POES
- Pomiary prędkości wiatrów
  - Advanced Scatterometer (ASCAT) - zaawansowany miernik rozpraszania - przyrząd do radarowego pomiaru rozpraszania; pomiary prędkości i kierunku wiatrów nad powierzchnią oceanów; dodatkowo pozwala badać pokrywy lodowcowe i śnieżne oraz zasięg wegetacji roślin. Zbudowany przez stronę europejską. Podobny instrument wyniosły satelity ERS-1 i ERS-2
- Monitorowanie ozonu
  - Global Ozone Monitoring Experiment 2 (GOME-2) - eksperyment monitoringu globalnej warstwy ozonowej - badanie warstwy ozonowej, śledzenie gazów, badanie albedo Ziemi i pokrywy chmur poprzez spektrometrię ultrafioletową i światła widzialnego. Zbudowany przez stronę europejską
- Zbieranie danych
  - Advanced Data Collection System (ADCS) - zaawansowany system zbierania danych - zbieranie i dystrybucja danych z lokalnych stacji meteorologicznych, balonów i boi oceanicznych. Instrument ten będzie dostarczał usług typu GPS opratych o efekt Dopplera.  Zbudowany przez francuską CNES
- Pomoc w sytuacjach kryzysowych
  - Search And Rescue Processor 3 (SARP-3) - procesor poszukiwania i ratunku - odbieranie i przetwarzani sygnałów alarmowych z samolotów i statków. Zbudowany przez CNES
  - Search And Rescue Repeater (SARR) - nadajnik alarmów ratunkowych - odbiera i wysyła sygnały ratunkowe, współpracuje z SARP-3. Zbudowany przez kanadyjskie ministerstwo obrony dla NOAA
- Badanie przestrzeni kosmicznej
  - Space Environment Monitor (SEM-2) - monitor przestrzeni kosmicznej - pomiary ilości naładowanych cząstek elementarnych w pasach radiacyjnych. Zbudowany przez NOAA
- Dostęp do informacji meteorologicznych
  - Nadajnik w pasmie X - przesyłanie danych pogodowych do stacji naziemnych EUMETSAT
  - High Resolution Picture Transmission (HRPT) i Low Resolution Picture Transmission (LRPT) - transmisja obrazów małej i dużej rozdzielczości - bezpośrednie przesyłanie lokalnych danych pogodowych do klientów EUMETSAT bez potrzeby oczekiwania do przesłania ich do stacji głównych EUMETSAT. Usługa ta jest podobna świadczonej przez satelity serii TIROS.